# Instrukcja UOP nr 0015/92
Instrukcja UOP nr 0015/92 wydana została w październiku 1992 przez dyrektora Biura Analiz i Informacji UOP Piotra Niemczyka. Istnienie jej ujawnił Jarosław Kaczyński w marcu 1993 r. W dniu 15 czerwca 1993 r. Trybunał Konstytucyjny wydał postanowienie w sprawie sygn. akt: U 3/93, którym umorzył postępowanie w zakresie zbadania konstytucyjności instrukcji, gdyż w dniu 26 maja 1993 r. ówczesny szef UOP zatwierdził decyzję uchylającą tę instrukcję. Zdaniem wielu polityków przewidywała inwigilację członków partii politycznych i pozyskanie płatnych informatorów wśród ugrupowań sprzeciwiających się polityce prezydenta Lecha Wałęsy i rządu Hanny Suchockiej oraz określanych mianem „ekstremistycznych” (Konfederacja Polski Niepodległej, Polska Partia Socjalistyczna, Porozumienie Centrum, Ruch dla Rzeczypospolitej, Ruch Trzeciej Rzeczypospolitej). Zdaniem Piotra Niemczyka instrukcja ta nigdy nie obowiązywała. Została uchylona przed wejściem w życie, niezwłocznie po jej upublicznieniu. Ale, nawet gdyby weszła w życie, nie umożliwiałaby ani werbowania kogokolwiek, ani inwigilowania żadnego środowiska. Instrukcja 0015 dotyczyła zakresu obowiązków Biura Analiz i Informacji UOP, była typową instrukcją tzw. białego wywiadu i nie dawała uprawnień ani śledczych, ani operacyjnych, i jako taka nie mogła służyć inwigilacji prawicy lub jakiejkolwiek formacji politycznej czy społecznej.
W oparciu o tę instrukcję miał powstać tzw. zespół pułkownika Jana Lesiaka, który w 1993 opracował plany działań operacyjnych UOP, których elementem miała być inwigilacja przywódców antywałęsowskiej prawicy. Zamierzano ich kompromitować m.in. przy wykorzystaniu tajnych agentów UOP w środowiskach prawicowych. Do zespołu pułkownika Lesiaka wchodzić mieli zarówno byli oficerowie SB, jak i ludzie z naboru do UOP po 1990 (ci pierwsi stanowili większość). Sam Lesiak stwierdził, że instrukcja 0015 nie odnosiła się do jego zespołu.
Szefem UOP był wtedy generał Gromosław Czempiński, a nadzorował go ówczesny szef MSW Andrzej Milczanowski. Obaj zaprzeczali, by doszło do inwigilacji. Temat inwigilacji posłów prawicy powracał wielokrotnie. Według słów Pałubickiego badanie dokumentacji UOP w okresie jego sprawowania funkcji koordynatora służb specjalnych potwierdziło zarzuty. Jan Lesiak, Lech Wałęsa, całe ówczesne władze UOP, a także Andrzej Barcikowski (były szef ABW) zaprzeczają prawdziwości informacji podawanych przez Jarosława Kaczyńskiego i Janusza Pałubickiego.
Mimo publicznie składanych deklaracji materiały z szafy Lesiaka w okresie rządów Prawa i Sprawiedliwości nie zostały ujawnione.
20 września 2006 rozpoczął się proces Lesiaka, oskarżonego o przekroczenie w latach 1991-1997 uprawnień, m.in. przez stosowanie technik operacyjnych i źródeł osobowych wobec legalnie działających partii politycznych, za co groziło mu do 3 lat więzienia. Sąd Okręgowy w Warszawie umorzył postępowanie ze względu na przedawnienie karalności czynu. Uznał zarazem, że Lesiak złamał prawo, przekraczając swoje uprawnienia, dezintegrując legalnie działające partie polityczne.